# سعة المقاعد

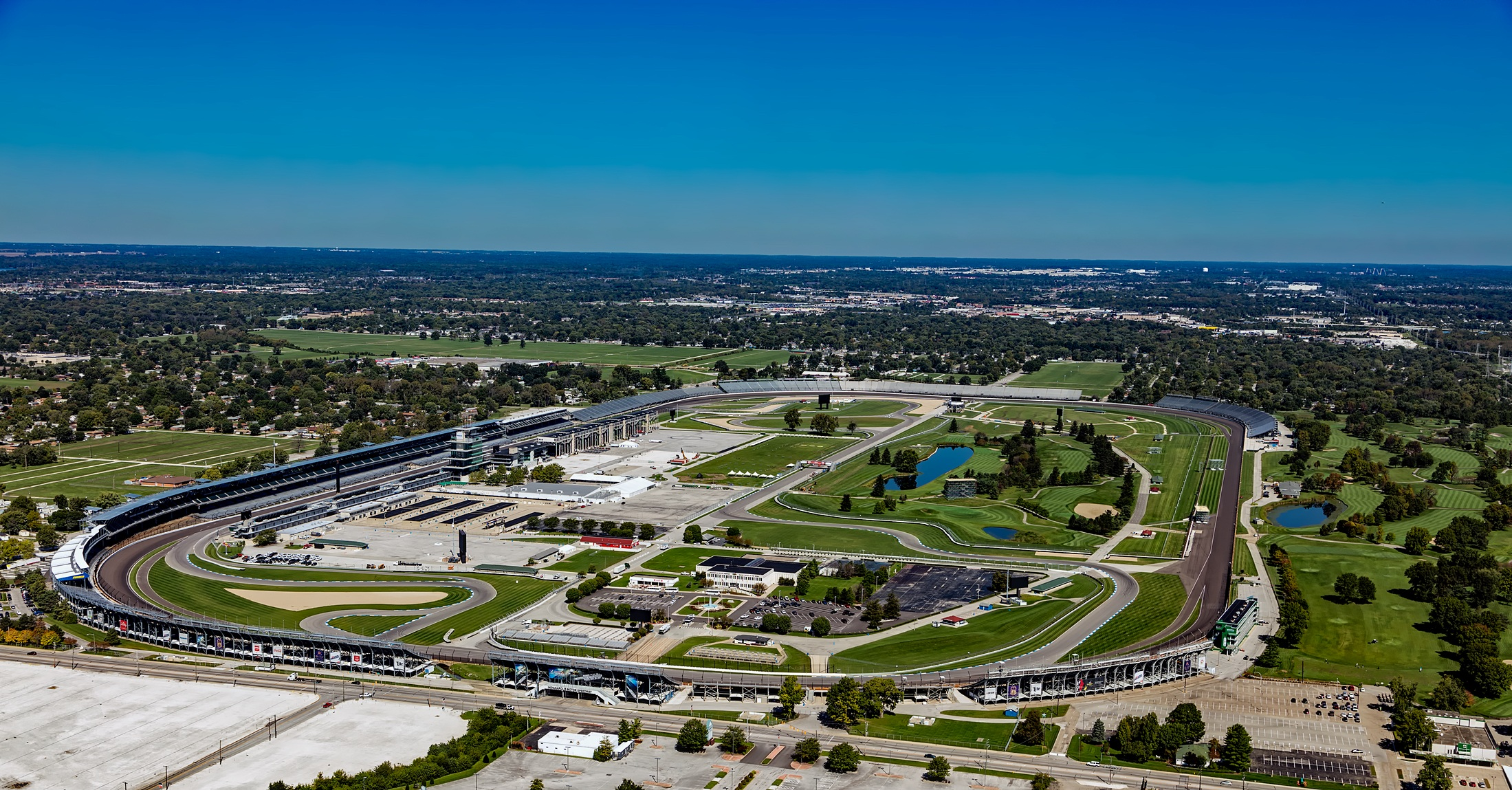
يُعد إنديانابوليس موتور سبيدواي أكبر مكان رياضيٍ في العالم.

سَعَة المقاعد هي عدد الأشخاص الذين يمكنهم الجلوس في مكانٍ معينٍ، من حيث المساحة المادية المتاحة، والقيود التي يحددها القانون. يمكن استخدام سعة المقاعد في وصف أي شيءٍ يتراوح من سيارة تتسع لشخصين إلى ملعبٍ يتسع لمئات الآلاف من الأشخاص. يُعد إنديانابوليس موتور سبيدواي أكبر مكان رياضيٍ في العالم، حيث تبلغ سعة المقاعد الدائمة فيه أكثر من 235,000 شخص ومقاعد داخلية ترفع السعة إلى 400,000 تقريبًا.